# Kinesisk (sproggruppe)
 For alternative betydninger, se Kinesisk. (Se også artikler, som begynder med Kinesisk)
Kinesisk er en sproggruppe i den sino-tibetanske sprogfamilie, hvor mandarin er det sprog eller den dialekt der har flest sprogbrugere. 
Andre store kinesiske sprog:Gan, Wu, min, hokkien, hakka, xiang (sprog), kantonesisk.
Skriftsproget kan følges 3500 år tilbage. Det blev oprindeligt brugt til spådomskunst og administration ved hoffet under Shāng-dynastiet. Skrifttegnene var oprindelig billeder (piktogrammer) af naturfænomener, men senere under Zhōu-dynastiet begyndte man at bruge dem fonetisk ved at ideogrammer som rimede blev lånt for at skabe tegn for abstrakte fænomener. Fra da af blev de fleste nye tegn skabt ved at sammensætte en del som kategoriklassificerede tegnet, "en radikal", med et tegn som gav et hint om udtalen, "et fonetikum". Omkring 90 % af alle kinesiske skrifttegn er rent abstrakte sammensætninger af radikal-element og fonetikum. Derfor er det en udbredt myte at tro, at kinesiske tegn er forvanskede billeder af fænomener i virkeligheden. (Selv om under 10 % af tegnene oprindeligt har været billeder. Som for eksempel 口 kǒu, mund; 人 rén, menneske; 女 nǚ, kvinde) 
Under Qín-dynastiet i 210-tallet f.Kr. blev tegnene standardiseret. Tegnene fik da navn efter det næste dynasti, Hàn-dynastiet og hedder i dag Hanzi-tegn ("Hàn-folkets skrifttegn"). Dette skriftsprog holdt sig nogenlunde stabilt i form af Klassisk kinesisk frem til en reform i slutningen af 1950'erne, da antallet af strøg blev reduceret efter model fra vanlige håndskriftformer. Praktisk talt alt som udgives i Fastlands-Kina er skrevet med disse forenklede skrifttegn, mens Taiwan (og til en vis grad Singapore, Hongkong og de eksilkinesiske miljøer) har holdt fast på de traditionelle skrifttegn. Hànzi-tegn er også udgangspunkt for det japanske skriftsprog Kanji. 
En udbredt misforståelse er, at et skrifttegn altid står for et ord. Et skrifttegn står altid for én stavelse, ikke nødvendigvis for et ord. De fleste ord har to stavelser, nogle kun én og enkelte tre eller fire.

## Oversigt over de største sproggrupper
| Navn              | Hanyu Pinyin       | Trad.       | Simp.       | Antal            | Noter                           |
| ----------------- | ------------------ | ----------- | ----------- | ---------------- | ------------------------------- |
| Mandarin          | Běifānghuà Guānhuà | 北方話 官話 | 北方话 官话 | c. 850 millioner | inkluderer standard mandarin    |
| Wu                | Wúyǔ               | 吳語        | 吴语        | c. 90 millioner  | inkluderer shanghainesisk       |
| Kantonesisk (Yue) | Yuèyǔ Guǎngdōnghuà | 粵語 廣東話 | 粤语 广东话 | c. 80 millioner  | inkluderer standard kantonesisk |
| Min kinesisk      | Mǐnyǔ              | 閩語        | 闽语        | c. 50 millioner  | inkluderer taiwanesisk          |
| Xiang             | Xiāngyǔ Húnánhuà   | 湘語 湖南話 | 湘语 湖南话 | c. 35 millioner  |                                 |
| Hakka             | Kèjiāhuà Kèhuà     | 客家話 客話 | 客家话 客话 | c. 35 millioner  |                                 |
| Gan               | Gànyǔ Jiāngxīhuà   | 贛語 江西話 | 赣语 江西话 | c. 20 millioner  |                                 |
| Fú-zhōu-huà       |                    | 福洲话      |             | Ukendt           |                                 |

- Wikimedia Commons har flere filer relateret til Kinesisk (sproggruppe)

| Sprog | Spire Denne artikel om sprog er en spire som bør udbygges. Du er velkommen til at hjælpe Wikipedia ved at udvide den. |